# Aemilia syracosia
Aemilia syracosia là một loài bướm đêm thuộc phân họ Arctiinae, họ Erebidae.